# Into the Night
Into the Night (bra: Um Romance Muito Perigoso; prt: Pela Noite Adentro) é um filme norte-americano de 1985, dos gêneros ação, suspense e comédia dramática, dirigido por John Landis e estrelado por Jeff Goldblum e Michelle Pfeiffer. O filme tem muitas participações especiais feitas por vários cineastas e diretores, incluindo o próprio Landis. A trilha sonora apresenta as músicas "Into the Night", "In the Midnight Hour" e "Lucille", interpretadas por B.B. King.
O filme venceu o "Prêmio Especial do Júri" no Festival du Film Policier de Cognac de 1985, na França.[carece de fontes?]

## Sinopse
Ao descobrir que sua esposa está tendo um caso, o engenheiro aeroespacial e insone deprimido Ed Okin dirige-se para Los Angeles por sugestão de seu amigo Herb. Lá, ele é surpreendido por uma bela contrabandista de jóias, Diana, que pula em seu carro e implora que ele a afaste de quatro iranianos que a perseguem. Ela o convence a levá-la a vários locais, e ele se envolve em sua situação. Depois de ficar cada vez mais exasperado com as exigências dela, ele descobre que Diana contrabandeou esmeraldas de valor inestimável do tesouro do xá do Irã para o país e está sendo perseguida por vários assaltantes, incluindo os agentes mencionados de um expatriado criminoso iraniano e um assassino britânico.
A alcaparra do casal fica cada vez mais fora de controle, até que Diana é finalmente tomada como refém pelos bandidos no aeroporto; aqui, Ed compartilha seu tédio com o homem segurando uma arma na cabeça de Diana. O homem se mata, em vez disso. Levados para um quarto de motel por agentes federais, eles recebem uma fortuna em dinheiro de um dos amigos ricos de Diana por meio de um agente federal. Diana toma banho e Ed finalmente dorme. Ele acorda após uma noite inteira de descanso em um quarto de hotel vazio, com a maior parte do dinheiro gasto. No entanto, quando ele sai da sala, Diana está esperando por ele, com o dinheiro, um sorriso e um pedido de carona para o aeroporto.

## Elenco
- Jeff Goldblum .... Ed Okin
- Michelle Pfeiffer .... Diana
- Dan Aykroyd .... Herb
- Bruce McGill .... Charlie
- David Bowie .... Colin Morris
- Richard Farnsworth .... Jack Caper
- Vera Miles .... Joan Caper
- Irene Papas .... Shaheen Parvici
- Clu Gulager .... Federal Agent
- Kathryn Harrold .... Christie
- Stacey Pickren .... Ellen Okin
- Art Evans .... Jimmy
- John Hostetter .... engenheiro aeroespecial

### Participações especiais
John Landis aparece no filme como o membro mudo do quarteto de capangas iranianos, ao lado de:
- Jack Arnold, diretor de filmes de ficção científica, incluindo It Came from Outer Space (1953), como o homem com o cachorro no elevador
- Rick Baker, maquiador ganhador do Oscar, em An American Werewolf in London (1981), como traficante de drogas
- Paul Bartel, diretor de filmes de baixo orçamento, incluindo Eating Raoul (1982), como porteiro do Beverly Wilshire Hotel
- David Cronenberg,  diretor de filmes de terror, incluindo Shivers (1975) e Rabid (1977), como supervisor de Ed na sala de reuniões
- Jonathan Demme, que na época dirigira vários filmes exploitation de baixo orçamento, como o magro agente federal com óculos
- Richard Franklin, diretor australiano de Roadgames (1981), como engenheiro aeroespacial sentado ao lado de Herb na cafeteria
- Carl Gottlieb, que co-escreveu Jaws (1975), como o grande agente federal de bigode.
- Amy Heckerling, diretora do Fast Times em Ridgemont High (1982), como "Amy", a garçonete desajeitada.
- Jim Henson, criador do The Muppets, como o homem ao telefone falando com 'Bernie'.
- Colin Higgins, que escreveu Harold and Maude (1971) e dirigiu The Best Little Whorehouse no Texas (1982), como ator no filme de reféns
- Lawrence Kasdan, escritor e diretor de Body Heat (1981), como o detetive da polícia que interroga Bud
- Jonathan Lynn, co-escritor de Yes Minister, como o alfaiate que se encaixa nos agentes da SAVAK
- Paul Mazursky, diretor de Bob & Carol & Ted & Alice (1969) e An Unmarried Woman (1978) como Bud Herman, o proprietário da casa de praia e acusado de tráfico de drogas
- Carl Perkins, músico rockabilly e compositor de 'Blue Suede Shoes', como Mr. Williams
- Daniel Petrie, diretor de A Raisin in the Sun (1961), como diretor do filme de reféns
- Dedee Pfeiffer, atriz e irmã de Michelle Pfeiffer, como prostituta
- Waldo Salt, roteirista vencedor do Oscar por Midnight Cowboy (1969) e Coming Home (1978), como o abandonado que informa Ed sobre seu carro ter sido rebocado
- Don Siegel, diretor de Invasion of the Body Snatchers (1956) e Dirty Harry (1971), como o homem pego com uma garota no banheiro do hotel
- Jake Steinfeld como Larry, guarda-costas de Jack Caper
- Roger Vadim, diretor de And God Created Woman (1956) e Barbarella (1968), como Monsieur Melville, o sequestrador francês
- "Blue" Lou Marini, saxofonista, na multidão do aeroporto

## Recepção crítica
Into The Night tem uma classificação de 38% no Rotten Tomatoes, com base em 24 críticas dos críticos, indicando uma recepção crítica negativa. Vincent Canby, do New York Times, escreveu: "Um pouco de Into The Night é engraçado, muito grotesco e tudo isso tem a maneira íntima de um filme feito não para o resto de nós, mas para os cineastas do circuito de Bel Air que assistem um ao outro em suas próprias salas de exibição". Ele reservou elogios, no entanto, pelas atuações dos dois principais atores: "Goldblum faz pouco, exceto reagir às indignações de outros, que ele administra com uma boa dose de humor cômico. Senhorita Pfeiffer, vista pela última vez como a esposa de Al Pacino em Scarface, é tão bonita que a pessoa não percebe que ela tem potencial para ser uma comediante refinada. " A Variety manteve uma visão semelhante, escrevendo que o "próprio filme às vezes se esforça demais para dar risadas e, outras vezes, causa choque", ao mesmo tempo em que elogia a atuação de Jeff Goldblum, "apesar de agradável, pois ele constantemente tenta descobrir apenas o que ele está fazendo em tudo isso ".
Alguns críticos viram o grande número de aparições dos amigos e colegas de Landis como desnecessário e perturbador. Roger Ebert no Chicago Sun-Times escreveu: "Se eu tivesse sido o agente de uma das estrelas, como Goldblum, Michelle Pfeiffer, Richard Farnsworth ou Kathryn Harrold, acho que teria protestado para o escritório da frente que Landis estava envolvido. no autoerotismo cinematográfico e que meus clientes estavam se perdendo no meio da reunião de família". Time Out escreveu: "O elenco de inúmeros grandes cineastas em pequenos papéis parece desnecessário, mas David Bowie faz uma excelente contribuição como assassino inglês, e os dois principais atores são excelentes: Pfeiffer em particular, toma o tipo de parte glamourosa, porém absurda, que geralmente derrota até a melhor atriz e, de alguma forma, consegue torná-la credível a cada centímetro do caminho".

## Trilha sonora
A trilha sonora de Into the Night foi escrita por Ira Newborn (faixas "Enter Shaheen" e "Century City Chase"). Newborn também compôs duas novas músicas para a trilha sonora do filme, " Into the Night " e "My Lucille" (ambas interpretadas pelo cantor de blues B.B. King) e também organizou a música clássica "In the Midnight Hour". A edição em vinil desta trilha sonora incluiu duas músicas compostas por Ira Newborn, que não estão incluídas na trilha sonora do filme: "Don't Make Me Sorry" (co-escrita por Joe Esposito), interpretada por Patti La Belle, e "Keep It Light "(co-escrito por Reginald "Sonny" Burke), realizado por Thelma Houston. A edição oficial da trilha sonora também inclui as músicas "Let's Get It On", executadas por Marvin Gaye, e "I Can't Can't Myself (Sugar Pie Honey Bunch)", executada por The Four Tops, que apareceram durante o filme. Nenhum CD desta trilha sonora foi lançado, mas todas as músicas executadas por B.B. King na trilha sonora do filme estão disponíveis no CD Classic B.B.King (de "The Universal Masters Collection").
Lista de músicas
Lado um
1. "Into the Night" (B.B. King)
2. "My Lucille" (B.B. King)
3. "In the Midnight Hour" (B.B. King)
4. "Enter Shaheen" (Ira Newborn)
5. "Century City Chase" (Ira Newborn)

Lado dois
1. "Don't Make Me Sorry" (Patti La Belle)
2. "Keep It Light" (Thelma Houston)
3. "Let's Get It On" (Marvin Gaye)
4. "I Can't Help Myself (Sugar Pie Honey Bunch)" (The Four Tops)